# Estados Unidos nos Jogos Pan-Americanos de 2023
Os Estados Unidos representado pelo Comitê Olímpico e Paralímpico dos Estados Unidos competiram nos Jogos Pan-Americanos de 2023 em Santiago, no Chile, de 20 de outubro a 5 de novembro de 2023. Foi a 19.ª aparição dos Estados Unidos nos Jogos Pan-Americanos, tendo participado de todas as edições desde a estreia dos Jogos, em 1951.

## Competidores
Abaixo está a lista e número de competidores (por gênero) participando dos jogos por esporte/disciplina.
| Esporte               | Masculino | Feminino | Total |
| --------------------- | --------- | -------- | ----- |
| Atletismo             | -         | -        | -     |
| Basquetebol           | 16        | 4        | 20    |
| Beisebol              | -         | -        | -     |
| Boliche               | 2         | 2        | 4     |
| Boxe                  | 2         | 3        | 5     |
| Breaking              | 2         | 2        | 4     |
| Canoagem              | 10        | 9        | 19    |
| Caratê                | 7         | 6        | 13    |
| Ciclismo              | 12        | 16       | 28    |
| Esgrima               | 9         | 9        | 18    |
| Esqui aquático        | 1         | 1        | 6*    |
| Futebol               | 18        | 18       | 36    |
| Ginástica             | 8         | 15       | 23    |
| Handebol              | 14        | 0        | 14    |
| Hipismo               |           |          | 12    |
| Hóquei sobre grama    | 16        | 16       | 32    |
| Judô                  | 1         | 1        | 2     |
| Halterofilismo        | 4         | 5        | 9     |
| Lutas                 | 11        | 6        | 17    |
| Natação               | -         | -        | -     |
| Natação artística     | —         | 9        | 9     |
| Patinação sobre rodas | 3         | 3        | 6     |
| Pelota basca          | 3         | 0        | 3     |
| Pentatlo moderno      | 2         | 3        | 5     |
| Polo aquático         | 11        | 11       | 22    |
| Raquetebol            | 3         | 2        | 5     |
| Remo                  | 10        | 10       | 21*   |
| Rugby sevens          | 12        | 12       | 24    |
| Saltos ornamentais    | 5         | 6        | 11    |
| Squash                | 3         | 4        | 7     |
| Surfe                 | 2         | 2        | 4     |
| Softbol               | 0         | 18       | 18    |
| Taekwondo             | 7         | 6        | 13    |
| Tênis                 | -         | -        | -     |
| Tênis de mesa         | 3         | 3        | 6     |
| Tiro com arco         | 6         | 5        | 11    |
| Tiro esportivo        | 13        | 14       | 27    |
| Triatlo               | -         | -        | -     |
| Vela                  | 9         | 10       | 19    |
| Voleibol              | 0         | 12       | 12    |
| Voleibol de praia     | -         | -        | -     |
| Total                 | 225       | 243      | 480   |

## Basquetebol
5x5

### Masculino
Os Estados Unidos classificaram a equipe masculina (de 12 atletas) após terminar em terceiro na Copa América de Basquetebol Masculino de 2022.
Sumário
| Equipe                   | Evento    | Fase de grupos       | Fase de grupos       | Fase de grupos       | Fase de grupos | Semifinal            | Final / MB / Po.     | Final / MB / Po. |
| Equipe                   | Evento    | Adversário Resultado | Adversário Resultado | Adversário Resultado | Posição        | Adversário Resultado | Adversário Resultado | Posição          |
| ------------------------ | --------- | -------------------- | -------------------- | -------------------- | -------------- | -------------------- | -------------------- | ---------------- |
| Estados Unidos masculino | Masculino |                      |                      |                      |                |                      |                      |                  |

3x3
Os Estados Unidos classificaram uma equipe masculina (de 4 atletas) após conquistarem a Copa América de Basquetebol 3x3 Masculino de 2022.
Sumário
| Equipe                   | Evento    | Fase preliminar      | Fase preliminar      | Fase preliminar      | Fase preliminar      | Fase preliminar      | Fase preliminar | Semifinal            | Final / MB / Po.     | Final / MB / Po. |
| Equipe                   | Evento    | Adversário Resultado | Adversário Resultado | Adversário Resultado | Adversário Resultado | Adversário Resultado | Posição         | Adversário Resultado | Adversário Resultado | Posição          |
| ------------------------ | --------- | -------------------- | -------------------- | -------------------- | -------------------- | -------------------- | --------------- | -------------------- | -------------------- | ---------------- |
| Estados Unidos masculino | Masculino |                      |                      |                      |                      |                      |                 |                      |                      |                  |

### Feminino
Os Estados Unidos classificaram uma equipe feminina (de 4 atletas) após terminarem em terceiro na Copa América de Basquetebol 3x3 Feminino de 2022.
Sumário
| Equipe                  | Evento   | Fase preliminar      | Fase preliminar      | Fase preliminar      | Fase preliminar      | Fase preliminar      | Fase preliminar | Semifinal            | Final / MB / Po.     | Final / MB / Po. |
| Equipe                  | Evento   | Adversário Resultado | Adversário Resultado | Adversário Resultado | Adversário Resultado | Adversário Resultado | Posição         | Adversário Resultado | Adversário Resultado | Posição          |
| ----------------------- | -------- | -------------------- | -------------------- | -------------------- | -------------------- | -------------------- | --------------- | -------------------- | -------------------- | ---------------- |
| Estados Unidos feminino | Feminino |                      |                      |                      |                      |                      |                 |                      |                      |                  |

## Boliche
Os Estados Unidos classificaram auma equipe completa de dois homens e duas mulheres através do Campeão dos Campeões da PABCON de 2022, realizado no Rio de Janeiro, Brasil.
| Atleta | Evento               | Classificação / Final | Classificação / Final | Classificação / Final | Classificação / Final | Classificação / Final | Classificação / Final | Classificação / Final | Classificação / Final | Classificação / Final | Classificação / Final | Classificação / Final | Classificação / Final | Classificação / Final | Classificação / Final | Classificação / Final | Classificação / Final | Eliminatórias | Eliminatórias | Eliminatórias | Eliminatórias | Eliminatórias | Eliminatórias | Eliminatórias | Eliminatórias | Eliminatórias | Eliminatórias | Eliminatórias | Semifinal            | Final / MB           | Final / MB |
| Atleta | Evento               | Bloco 1               | Bloco 1               | Bloco 1               | Bloco 1               | Bloco 1               | Bloco 1               | Bloco 1               | Bloco 2               | Bloco 2               | Bloco 2               | Bloco 2               | Bloco 2               | Bloco 2               | Bloco 2               | Total                 | Posição               | Eliminatórias | Eliminatórias | Eliminatórias | Eliminatórias | Eliminatórias | Eliminatórias | Eliminatórias | Eliminatórias | Eliminatórias | Eliminatórias | Eliminatórias | Semifinal            | Final / MB           | Final / MB |
| Atleta | Evento               | 1                     | 2                     | 3                     | 4                     | 5                     | 6                     | Total                 | 7                     | 8                     | 9                     | 10                    | 11                    | 12                    | Total                 | Total                 | Posição               | 1             | 2             | 3             | 4             | 5             | 6             | 7             | 8             | Total         | Grande total  | Posição       | Adversário Resultado | Adversário Resultado | Posição    |
| ------ | -------------------- | --------------------- | --------------------- | --------------------- | --------------------- | --------------------- | --------------------- | --------------------- | --------------------- | --------------------- | --------------------- | --------------------- | --------------------- | --------------------- | --------------------- | --------------------- | --------------------- | ------------- | ------------- | ------------- | ------------- | ------------- | ------------- | ------------- | ------------- | ------------- | ------------- | ------------- | -------------------- | -------------------- | ---------- |
|        | Individual masculino |                       |                       |                       |                       |                       |                       |                       |                       |                       |                       |                       |                       |                       |                       |                       |                       |               |               |               |               |               |               |               |               |               |               |               |                      |                      |            |
|        |                      |                       |                       |                       |                       |                       |                       |                       |                       |                       |                       |                       |                       |                       |                       |                       |                       |               |               |               |               |               |               |               |               |               |               |               |                      |                      |            |
|        | Duplas masculinas    |                       |                       |                       |                       |                       |                       |                       |                       |                       |                       |                       |                       |                       |                       |                       |                       | —             | —             | —             | —             | —             | —             | —             | —             | —             | —             | —             | —                    | —                    | —          |
|        | Individual feminino  |                       |                       |                       |                       |                       |                       |                       |                       |                       |                       |                       |                       |                       |                       |                       |                       |               |               |               |               |               |               |               |               |               |               |               |                      |                      |            |
|        |                      |                       |                       |                       |                       |                       |                       |                       |                       |                       |                       |                       |                       |                       |                       |                       |                       |               |               |               |               |               |               |               |               |               |               |               |                      |                      |            |
|        | Duplas femininas     |                       |                       |                       |                       |                       |                       |                       |                       |                       |                       |                       |                       |                       |                       |                       |                       | —             | —             | —             | —             | —             | —             | —             | —             | —             | —             | —             | —                    | —                    | —          |

## Boxe
Masculino
| Atleta | Evento | Quartas-de-final     | Semifinal            | Final                | Final   |
| Atleta | Evento | Adversário Resultado | Adversário Resultado | Adversário Resultado | Posição |
| ------ | ------ | -------------------- | -------------------- | -------------------- | ------- |
|        | –57 kg |                      |                      |                      |         |
|        | –71 kg |                      |                      |                      |         |

Feminino
| Atleta | Evento | Quartas-de-final     | Semifinal            | Final                | Final   |
| Atleta | Evento | Adversário Resultado | Adversário Resultado | Adversário Resultado | Posição |
| ------ | ------ | -------------------- | -------------------- | -------------------- | ------- |
|        | –50 kg |                      |                      |                      |         |
|        | –57 kg |                      |                      |                      |         |
|        | –66 kg |                      |                      |                      |         |

## Canoagem

### Slalom
Os Estados Unidos classificaram três canoístas de slalom (dois homens e uma mulher).
| Atleta | Evento                | Rodada preliminar | Rodada preliminar | Rodada preliminar | Semifinal | Semifinal | Final | Final   |
| Atleta | Evento                | Descida 1         | Descida 2         | Posição           | Tempo     | Posição   | Tempo | Posição |
| ------ | --------------------- | ----------------- | ----------------- | ----------------- | --------- | --------- | ----- | ------- |
|        | C-1 masculino         |                   |                   |                   |           |           |       |         |
|        | K-1 extremo masculino |                   | —                 |                   |           |           |       |         |
|        | K-1 extremo feminino  |                   | —                 |                   |           |           |       |         |

### Velocidade
Os Estados Unidos classificaram um total de 16 canoístas de velocidade (oito homens e oito mulheres).
Masculino
| Atleta | Evento     | Eliminatória | Eliminatória | Semifinal | Semifinal | Final | Final   |
| Atleta | Evento     | Tempo        | Posição      | Tempo     | Posição   | Tempo | Posição |
| ------ | ---------- | ------------ | ------------ | --------- | --------- | ----- | ------- |
|        | C-1 1000 m |              |              |           |           |       |         |
|        | C-2 500 m  |              |              |           |           |       |         |
|        | K-1 1000 m |              |              |           |           |       |         |
|        | K-2 500 m  |              |              |           |           |       |         |
|        | K-4 500 m  | —            | —            | —         | —         |       |         |

Feminino
| Atleta | Evento    | Eliminatória | Eliminatória | Semifinal | Semifinal | Final | Final   |
| Atleta | Evento    | Tempo        | Posição      | Tempo     | Posição   | Tempo | Posição |
| ------ | --------- | ------------ | ------------ | --------- | --------- | ----- | ------- |
|        | C-1 200 m |              |              |           |           |       |         |
|        | C-2 500 m |              |              |           |           |       |         |
|        | K-1 500 m |              |              |           |           |       |         |
|        | K-2 500 m |              |              |           |           |       |         |
|        | K-4 500 m | —            | —            | —         | —         |       |         |

## Caratê
Os Estados Unidos classificaram uma equipe de 13 caratecas (sete homens e seis mulheres) através dos Jogos Pan-Americanos Júnior de 2021, da Copa Norte-Americana de 2023 e da Copa Pan-Americana de 2023.
Kumite
| Atleta           | Evento           | Fase de grupos       | Fase de grupos       | Fase de grupos       | Fase de grupos | Semifinal            | Final                | Final   |
| Atleta           | Evento           | Adversário Resultado | Adversário Resultado | Adversário Resultado | Posição        | Adversário Resultado | Adversário Resultado | Posição |
| ---------------- | ---------------- | -------------------- | -------------------- | -------------------- | -------------- | -------------------- | -------------------- | ------- |
| Frank Ruiz       | −60 kg masculino |                      |                      |                      |                |                      |                      |         |
|                  | −60 kg masculino |                      |                      |                      |                |                      |                      |         |
| Safin Kasturi    | −75 kg masculino |                      |                      |                      |                |                      |                      |         |
|                  | −75 kg masculino |                      |                      |                      |                |                      |                      |         |
| Saisheren Senpon | −84 kg masculino |                      |                      |                      |                |                      |                      |         |
|                  | +84 kg masculino |                      |                      |                      |                |                      |                      |         |
|                  | −50 kg feminino  |                      |                      |                      |                |                      |                      |         |
| Trinity Allen    | −55 kg feminino  |                      |                      |                      |                |                      |                      |         |
|                  | −61 kg feminino  |                      |                      |                      |                |                      |                      |         |
|                  | −68 kg feminino  |                      |                      |                      |                |                      |                      |         |
|                  | +68 kg feminino  |                      |                      |                      |                |                      |                      |         |

Kata
| Atleta | Evento               | Fase de grupos 1 | Fase de grupos 1 | Fase de grupos 2 | Fase de grupos 2 | Final / MB           | Final / MB |
| Atleta | Evento               | Pontuação        | Posição          | Pontuação        | Posição          | Adversário Pontuação | Posição    |
| ------ | -------------------- | ---------------- | ---------------- | ---------------- | ---------------- | -------------------- | ---------- |
|        | Individual masculino |                  |                  |                  |                  |                      |            |
|        | Individual feminino  |                  |                  |                  |                  |                      |            |

## Ciclismo
Os Estados Unidos qualificaram 28 ciclistas (12 homens e 16 mulheres).

### BMX
Corrida
| Atleta | Evento    | Fase de ranqueamento | Fase de ranqueamento | Quartas-de-final | Quartas-de-final | Semifinal | Semifinal | Final | Final   |
| Atleta | Evento    | Tempo                | Posição              | Pontos           | Posição          | Tempo     | Posição   | Tempo | Posição |
| ------ | --------- | -------------------- | -------------------- | ---------------- | ---------------- | --------- | --------- | ----- | ------- |
|        | Masculino |                      |                      |                  |                  |           |           |       |         |
|        |           |                      |                      |                  |                  |           |           |       |         |
|        | Feminino  |                      |                      |                  |                  |           |           |       |         |
|        |           |                      |                      |                  |                  |           |           |       |         |

Estilo livre
| Atleta | Evento    | Chaveamento | Chaveamento | Final  | Final   |
| Atleta | Evento    | Pontos      | Posição     | Pontos | Posição |
| ------ | --------- | ----------- | ----------- | ------ | ------- |
|        | Masculino |             |             |        |         |
|        | Feminino  |             |             |        |         |

### Estrada
| Atleta | Evento                      | Tempo | Posição |
| ------ | --------------------------- | ----- | ------- |
|        | Contra o relógio feminino   |       |         |
|        | Corrida em estrada feminina |       |         |

### Mountain bike
Os Estados Unidos classificaram duas atletas durante o Campeonato Pan-Americano de 2023.
| Atleta | Evento                 | Tempo | Posição |
| ------ | ---------------------- | ----- | ------- |
|        | Cross-country feminino |       |         |
|        |                        |       |         |

### Pista
Velocidade
| Atleta | Evento               | Classificação | Classificação | Oitavas-de-final | Repescagem 1     | Quartas-de-final     | Semifinais           | Final                | Final   |
| Atleta | Evento               | Tempo         | Posição       | Adversário Tempo | Adversário Tempo | Adversário Resultado | Adversário Resultado | Adversário Resultado | Posição |
| ------ | -------------------- | ------------- | ------------- | ---------------- | ---------------- | -------------------- | -------------------- | -------------------- | ------- |
|        | Individual masculino |               |               |                  |                  |                      |                      |                      |         |
|        |                      |               |               |                  |                  |                      |                      |                      |         |
|        | Individual feminino  |               |               |                  |                  |                      |                      |                      |         |
|        |                      |               |               |                  |                  |                      |                      |                      |         |
|        | Equipe masculina     |               |               | —                | —                | —                    | —                    |                      |         |
|        | Equipe feminina      |               |               | —                | —                | —                    | —                    |                      |         |

Perseguição
| Atleta | Evento           | Classificação | Classificação | Semifinais           | Finais               | Finais  |
| Atleta | Evento           | Tempo         | Posição       | Adversário Resultado | Adversário Resultado | Posição |
| ------ | ---------------- | ------------- | ------------- | -------------------- | -------------------- | ------- |
|        | Equipe masculina |               |               |                      |                      |         |
|        | Equipe feminina  |               |               |                      |                      |         |

Keirin
| Atleta | Evento    | Eliminatórias | Repescagem | Final   |
| Atleta | Evento    | Posição       | Posição    | Posição |
| ------ | --------- | ------------- | ---------- | ------- |
|        | Masculino |               |            |         |
|        | Feminino  |               |            |         |

Madison
| Atleta | Evento    | Pontos | Posição |
| ------ | --------- | ------ | ------- |
|        | Masculino |        |         |
|        | Feminino  |        |         |

Omnium
| Atleta | Evento    | Scratch race | Scratch race | Corrida por tempo | Corrida por tempo | Corrida de eliminação | Corrida de eliminação | Corrida por pontos | Corrida por pontos | Total  | Total   |
| Atleta | Evento    | Pontos       | Posição      | Pontos            | Posição           | Pontos                | Posição               | Pontos             | Posição            | Pontos | Posição |
| ------ | --------- | ------------ | ------------ | ----------------- | ----------------- | --------------------- | --------------------- | ------------------ | ------------------ | ------ | ------- |
|        | Masculino |              |              |                   |                   |                       |                       |                    |                    |        |         |
|        | Feminino  |              |              |                   |                   |                       |                       |                    |                    |        |         |

## Esgrima
Os Estados Unidos classificaram uma equipe completa de 18 esgrimistas (nove homens e nove mulheres), após todas as seis equipes terminarem entre os sete primeiros no Campeonato Pan-Americano de Esgrima de 2022 em Assunção, Paraguai. Além disso, o Brasil classificou uma esgrimista extra na Espada Individual Feminina após vencer o evento nos Jogos Pan-Americanos Júnior de 2021.
Individual
Masculino
| Atleta | Evento  | Fase de grupos | Fase de grupos | Oitavas-de-final     | Quartas-de-final     | Semifinais           | Final                | Final     |
| Atleta | Evento  | Vitórias       | Chaveamento    | Adversário Resultado | Adversário Resultado | Adversário Resultado | Adversário Resultado | Pontuação |
| ------ | ------- | -------------- | -------------- | -------------------- | -------------------- | -------------------- | -------------------- | --------- |
|        | Espada  |                |                |                      |                      |                      |                      |           |
|        |         |                |                |                      |                      |                      |                      |           |
|        | Florete |                |                |                      |                      |                      |                      |           |
|        |         |                |                |                      |                      |                      |                      |           |
|        | Sabre   |                |                |                      |                      |                      |                      |           |
|        |         |                |                |                      |                      |                      |                      |           |

Feminino
| Atleta | Evento  | Fase de grupos | Fase de grupos | Oitavas-de-final     | Quartas-de-final     | Semifinais           | Final                | Final     |
| Atleta | Evento  | Vitórias       | Chaveamento    | Adversário Resultado | Adversário Resultado | Adversário Resultado | Adversário Resultado | Pontuação |
| ------ | ------- | -------------- | -------------- | -------------------- | -------------------- | -------------------- | -------------------- | --------- |
|        | Espada  |                |                |                      |                      |                      |                      |           |
|        |         |                |                |                      |                      |                      |                      |           |
|        |         |                |                |                      |                      |                      |                      |           |
|        | Florete |                |                |                      |                      |                      |                      |           |
|        |         |                |                |                      |                      |                      |                      |           |
|        | Sabre   |                |                |                      |                      |                      |                      |           |
|        |         |                |                |                      |                      |                      |                      |           |

Equipe
| Atleta | Evento            | Quartas-de-final     | Semifinais/Consolação | Final / MB / Po      | Final / MB / Po |
| Atleta | Evento            | Adversário Resultado | Adversário Resultado  | Adversário Resultado | Posição         |
| ------ | ----------------- | -------------------- | --------------------- | -------------------- | --------------- |
|        | Espada masculino  |                      |                       |                      |                 |
|        | Florete masculino |                      |                       |                      |                 |
|        | Sabre masculino   |                      |                       |                      |                 |
|        | Espada feminino   |                      |                       |                      |                 |
|        | Florete feminino  |                      |                       |                      |                 |
|        | Sabre feminino    |                      |                       |                      |                 |

## Esqui aquático
Os Estados Unidos classificaram dois wakeboarders (um de cada gênero) durante o Campeonato Pan-Americano de 2022.
Os Estados Unidos também classificaram quatro esquiadores aquáticos após o Campeonato Pan-Americano de Esqui Aquático de 2022.
Esqui aquático
Masculino
| Atleta | Evento  | Preliminar | Preliminar | Final  | Final | Final   | Final | Final |
| Atleta | Evento  | Resultado  | Posição    | Slalom | Rampa | Truques | Total | Rank  |
| ------ | ------- | ---------- | ---------- | ------ | ----- | ------- | ----- | ----- |
|        | Slalom  |            |            |        |       |         |       |       |
|        | Rampa   |            |            |        |       |         |       |       |
|        | Truques |            |            |        |       |         |       |       |
|        | Geral   |            |            |        |       |         |       |       |

Feminino
| Atleta | Evento  | Preliminar | Preliminar | Final  | Final | Final   | Final | Final |
| Atleta | Evento  | Resultado  | Posição    | Slalom | Rampa | Truques | Total | Rank  |
| ------ | ------- | ---------- | ---------- | ------ | ----- | ------- | ----- | ----- |
|        | Slalom  |            |            |        |       |         |       |       |
|        | Rampa   |            |            |        |       |         |       |       |
|        | Truques |            |            |        |       |         |       |       |
|        | Geral   |            |            |        |       |         |       |       |

Wakeboard
Masculino
| Atleta | Evento    | Preliminar | Preliminar | Final  | Final  | Final   | Final | Final   |
| Atleta | Evento    | Resultado  | Posição    | Slalom | Saltos | Truques | Total | Posição |
| ------ | --------- | ---------- | ---------- | ------ | ------ | ------- | ----- | ------- |
|        | Wakeboard |            |            | —      | —      | —       |       |         |

Feminino
| Atleta | Evento    | Preliminar | Preliminar | Final  | Final  | Final   | Final | Final   |
| Atleta | Evento    | Resultado  | Posição    | Slalom | Saltos | Truques | Total | Posição |
| ------ | --------- | ---------- | ---------- | ------ | ------ | ------- | ----- | ------- |
|        | Wakeboard |            |            | —      | —      | —       |       |         |

## Futebol

### Masculino
Os Estados Unidos classificaram uma equipe masculina (de 18 atletas) após conquistarem o Campeonato da CONCACAF Sub-20 de 2022.
Sumário
Key:
- A.T.E – Após tempo extra.
- P – Partida decidida na disputa por pênaltis.

| Equipe                   | Evento    | Fase de grupos       | Fase de grupos       | Fase de grupos       | Fase de grupos | Semifinal            | Final / MB / Po.     | Final / MB / Po. |
| Equipe                   | Evento    | Adversário Resultado | Adversário Resultado | Adversário Resultado | Posição        | Adversário Resultado | Adversário Resultado | Posição          |
| ------------------------ | --------- | -------------------- | -------------------- | -------------------- | -------------- | -------------------- | -------------------- | ---------------- |
| Estados Unidos masculino | Masculino |                      |                      |                      |                |                      |                      |                  |

### Feminino
Os Estados Unidos classificaram uma equipe feminina (de 18 atletas) após conquistarem o Campeonato Feminino da CONCACAF de 2022.
Sumário
Key:
- A.T.E – Após tempo extra.
- P – Partida decidida na disputa por pênaltis.

| Equipe                  | Evento   | Fase de grupos       | Fase de grupos       | Fase de grupos       | Fase de grupos | Semifinal            | Final / MB / Po.     | Final / MB / Po. |
| Equipe                  | Evento   | Adversário Resultado | Adversário Resultado | Adversário Resultado | Posição        | Adversário Resultado | Adversário Resultado | Posição          |
| ----------------------- | -------- | -------------------- | -------------------- | -------------------- | -------------- | -------------------- | -------------------- | ---------------- |
| Estados Unidos feminino | Feminino |                      |                      |                      |                |                      |                      |                  |

## Ginástica

### Artística
Os Estados Unidos qualificaram uma equipe completa de 12 ginastas (seis homens e seis mulheres) através dos Jogos Pan-Americanos Júnior de 2021 e do Campeonato Pan-Americano de 2023.
Masculino
Classificação individual e por equipes
| Atleta         | Evento | Final    | Final    | Final    | Final    | Final    | Final    | Final | Final   |
| Atleta         | Evento | Aparelho | Aparelho | Aparelho | Aparelho | Aparelho | Aparelho | Total | Posição |
| Atleta         | Evento | S        | CA       | A        | Sa       | BP       | BF       | Total | Posição |
| -------------- | ------ | -------- | -------- | -------- | -------- | -------- | -------- | ----- | ------- |
| Vahe Petrosyan | Equipe |          |          |          |          |          |          |       |         |
|                | Equipe |          |          |          |          |          |          |       |         |
|                | Equipe |          |          |          |          |          |          |       |         |
|                | Equipe |          |          |          |          |          |          |       |         |
|                | Equipe |          |          |          |          |          |          |       |         |
| Total          | Equipe |          |          |          |          |          |          |       |         |

Legenda de classificação: Q = Classificado para a final por aparelhos
Feminino
Classificação individual e por equipes
| Atleta       | Evento | Final    | Final    | Final    | Final    | Final | Final   |
| Atleta       | Evento | Aparelho | Aparelho | Aparelho | Aparelho | Total | Posição |
| Atleta       | Evento | Sa       | BA       | TE       | S        | Total | Posição |
| ------------ | ------ | -------- | -------- | -------- | -------- | ----- | ------- |
| Katelyn Jong | Equipe |          |          |          |          |       |         |
|              | Equipe |          |          |          |          |       |         |
|              | Equipe |          |          |          |          |       |         |
|              | Equipe |          |          |          |          |       |         |
|              | Equipe |          |          |          |          |       |         |
| Total        | Equipe |          |          |          |          |       |         |

Legenda de classificação: Q = Classificado para a final por aparelhos

### Rítmica
Os Estados Unidos qualificaram duas ginastas rítmicas no individual e cinco ginastas para o evento de conjuntos (sete mulheres no total).
Individual
| Atleta | Evento           | Aparelho | Aparelho | Aparelho | Aparelho | Total     | Total   |
| Atleta | Evento           | Bola     | Maças    | Arco     | Fita     | Resultado | Posição |
| ------ | ---------------- | -------- | -------- | -------- | -------- | --------- | ------- |
|        | Individual geral |          |          |          |          |           |         |
|        |                  |          |          |          |          |           |         |
|        | Bola             |          | —        | —        | —        |           |         |
|        | Maças            | —        |          | —        | —        |           |         |
|        | Arco             | —        | —        |          | —        |           |         |
|        | Fita             | —        | —        | —        |          |           |         |

Conjunto
| Atleta | Evento            | Aparelho | Aparelho          | Total     | Total   |
| Atleta | Evento            | 5 arcos  | 3 fitas + 2 bolas | Resultado | Posição |
| ------ | ----------------- | -------- | ----------------- | --------- | ------- |
|        | Geral             |          |                   |           |         |
|        | 5 arcos           |          | —                 |           |         |
|        | 3 fitas + 2 bolas | —        |                   |           |         |

### Trampolim
Os Estados Unidos qualificaram quatro atletas (dois homens e duas mulheres) através do Campeonato Pan-Americano de 2023.
| Atleta | Evento    | Classificação | Classificação | Final     | Final   |
| Atleta | Evento    | Resultado     | Posição       | Resultado | Posição |
| ------ | --------- | ------------- | ------------- | --------- | ------- |
|        | Masculino |               |               |           |         |
|        |           |               |               |           |         |
|        | Feminino  |               |               |           |         |
|        |           |               |               |           |         |

## Handebol

### Masculino
Os Estados Unidos qualificaram uma equipe masculina (de 14 atletas) após vencerem a Eliminatória USA-CAN.
Sumário
| Equipe                   | Evento    | Fase de grupos       | Fase de grupos       | Fase de grupos       | Fase de grupos | Semifinal            | Final / MB / Po.     | Final / MB / Po. |
| Equipe                   | Evento    | Adversário Resultado | Adversário Resultado | Adversário Resultado | Posição        | Adversário Resultado | Adversário Resultado | Posição          |
| ------------------------ | --------- | -------------------- | -------------------- | -------------------- | -------------- | -------------------- | -------------------- | ---------------- |
| Estados Unidos masculino | Masculino |                      |                      |                      |                |                      |                      |                  |

## Hóquei sobre grama

### Masculino
Os Estados Unidos qualificaram uma equipe masculina (de 16 atletas) após terminarem em quarto na Copa Pan-Americana de 2022.
Sumário
| Equipe                   | Evento    | Fase preliminar      | Fase preliminar      | Fase preliminar      | Fase preliminar | Quartas-de-final     | Semifinal            | Final / MB / Po.     | Final / MB / Po. |
| Equipe                   | Evento    | Adversário Resultado | Adversário Resultado | Adversário Resultado | Posição         | Adversário Resultado | Adversário Resultado | Adversário Resultado | Posição          |
| ------------------------ | --------- | -------------------- | -------------------- | -------------------- | --------------- | -------------------- | -------------------- | -------------------- | ---------------- |
| Estados Unidos masculino | Masculino |                      |                      |                      |                 |                      |                      |                      |                  |

### Feminino
Os Estados Unidos qualificaram uma equipe feminina (de 16 atletas) após terminarem em quarto na Copa Pan-Americana de 2022.
Sumário
| Equipe                  | Evento   | Fase preliminar      | Fase preliminar      | Fase preliminar      | Fase preliminar | Quartas-de-final     | Semifinal            | Final / MB / Po.     | Final / MB / Po. |
| Equipe                  | Evento   | Adversário Resultado | Adversário Resultado | Adversário Resultado | Posição         | Adversário Resultado | Adversário Resultado | Adversário Resultado | Posição          |
| ----------------------- | -------- | -------------------- | -------------------- | -------------------- | --------------- | -------------------- | -------------------- | -------------------- | ---------------- |
| Estados Unidos feminino | Feminino |                      |                      |                      |                 |                      |                      |                      |                  |

## Judô
Os Estados Unidos classificaram dois (um homem e uma mulher) após vencerem suas categorias nos Jogos Pan-Americanos Júnior de 2021.
Masculino
| Atleta          | Evento | Oitavas-de-final     | Quartas-de-final     | Semifinais           | Repescagem           | Final / MB           | Final / MB |
| Atleta          | Evento | Adversário Resultado | Adversário Resultado | Adversário Resultado | Adversário Resultado | Adversário Resultado | Posição    |
| --------------- | ------ | -------------------- | -------------------- | -------------------- | -------------------- | -------------------- | ---------- |
| Alexander Knauf | −90 kg |                      |                      |                      |                      |                      |            |

Feminino
| Atleta        | Evento | Oitavas-de-final     | Quartas-de-final     | Semifinais           | Repescagem           | Final / MB           | Final / MB |
| Atleta        | Evento | Adversário Resultado | Adversário Resultado | Adversário Resultado | Adversário Resultado | Adversário Resultado | Posição    |
| ------------- | ------ | -------------------- | -------------------- | -------------------- | -------------------- | -------------------- | ---------- |
| Tasha Cancela | −57 kg |                      |                      |                      |                      |                      |            |

## Levantamento de peso
Os Estados Unidos classificaram nove halterofilistas (quatro homens e cinco mulheres).
Masculino
| Atleta | Evento | Arranco | Arranco | Arremesso | Arremesso | Total | Total   |
| Atleta | Evento | Peso    | Posição | Peso      | Posição   | Peso  | Posição |
| ------ | ------ | ------- | ------- | --------- | --------- | ----- | ------- |
|        |        |         |         |           |           |       |         |
|        |        |         |         |           |           |       |         |
|        |        |         |         |           |           |       |         |
|        |        |         |         |           |           |       |         |

Feminino
| Atleta        | Evento | Arranco | Arranco | Arremesso | Arremesso | Total | Total   |
| Atleta        | Evento | Peso    | Posição | Peso      | Posição   | Peso  | Posição |
| ------------- | ------ | ------- | ------- | --------- | --------- | ----- | ------- |
|               |        |         |         |           |           |       |         |
|               |        |         |         |           |           |       |         |
|               |        |         |         |           |           |       |         |
|               |        |         |         |           |           |       |         |
| Olivia Reeves | -81 kg |         |         |           |           |       |         |

## Lutas
Os Estados Unidos qualificaram uma equipe de 17 lutadores (11 homens e 6 mulheres) através dos Jogos Pan-Americanos Júnior de 2021, do Campeonato Pan-Americano de Lutas de 2022 e do Campeonato Pan-Americano de Lutas de 2023.
Chave:
- VT – Vitória por queda
- PP – Decisão por pontos – derrotado com pontos técnicos.
- PO – Decisão por pontos – derrotado sem pontos técnicos.
- SP – Superioridade técnica – o derrotado com pontos técnicos e uma margem de vitória de pelo menos 9 (Greco-romana) ou 10 (livre) pontos.
- ST – Grande superioridade – o derrotado sem pontos técnicos e uma margem de vitória de pelo menos 8 (Greco-romana) ou 10 (livre) pontos.
- VA – Decisão por desistência

Masculino
| Atleta | Evento              | Quartas-de-final     | Semifinal            | Final / MB           | Final / MB |
| Atleta | Evento              | Adversário Resultado | Adversário Resultado | Adversário Resultado | Posição    |
| ------ | ------------------- | -------------------- | -------------------- | -------------------- | ---------- |
|        | Livre 57 kg         |                      |                      |                      |            |
|        | Livre 65 kg         |                      |                      |                      |            |
|        | Livre 74 kg         |                      |                      |                      |            |
|        | Livre 86 kg         |                      |                      |                      |            |
|        | Livre 97 kg         |                      |                      |                      |            |
|        | Livre 125 kg        |                      |                      |                      |            |
|        | Greco-romana 60 kg  |                      |                      |                      |            |
|        | Greco-romana 77 kg  |                      |                      |                      |            |
|        | Greco-romana 87 kg  |                      |                      |                      |            |
|        | Greco-romana 97 kg  |                      |                      |                      |            |
|        | Greco-romana 130 kg |                      |                      |                      |            |

Feminino
| Atleta | Evento | Quartas-de-final     | Semifinal            | Final / MB           | Final / MB |
| Atleta | Evento | Adversário Resultado | Adversário Resultado | Adversário Resultado | Posição    |
| ------ | ------ | -------------------- | -------------------- | -------------------- | ---------- |
|        | 50 kg  |                      |                      |                      |            |
|        | 53 kg  |                      |                      |                      |            |
|        | 57 kg  |                      |                      |                      |            |
|        | 62 kg  |                      |                      |                      |            |
|        | 68 kg  |                      |                      |                      |            |
|        | 76 kg  |                      |                      |                      |            |

## Natação artística
Os Estados Unidos classificaram automaticamente uma equipe completa de nove nadadoras artísticas.
| Atleta | Evento  | Rotina técnica | Rotina técnica | Rotina livre (Final) | Rotina livre (Final) | Rotina livre (Final) | Rotina livre (Final) |
| Atleta | Evento  | Pontos         | Posição        | Pontos               | Posição              | Pontos totais        | Posição              |
| ------ | ------- | -------------- | -------------- | -------------------- | -------------------- | -------------------- | -------------------- |
|        | Dueto   |                |                |                      |                      |                      |                      |
|        | Equipes |                |                |                      |                      |                      |                      |

## Patinação sobre rodas

### Artística
Os Estados Unidos qualificaram uma equipe de dois atletas na patinação artística (um homem e uma mulher).
| Atleta | Evento    | Programa curto | Programa curto | Programa longo | Programa longo | Total     | Total   |
| Atleta | Evento    | Pontuação      | Posição        | Pontuação      | Posição        | Pontuação | Posição |
| ------ | --------- | -------------- | -------------- | -------------- | -------------- | --------- | ------- |
|        | Masculino |                |                |                |                |           |         |
|        | Feminino  |                |                |                |                |           |         |

### Skate
Os Estados Unidos qualificaram uma equipe de quatro skatistas através do Ranking Olímpico Mundial.
Masculino
| Atleta | Evento | Classificação | Classificação | Final     | Final   |
| Atleta | Evento | Pontuação     | Posição       | Pontuação | Posição |
| ------ | ------ | ------------- | ------------- | --------- | ------- |
|        | Park   |               |               |           |         |
|        | Street |               |               |           |         |

Feminino
| Atleta | Evento | Classificação | Classificação | Final     | Final   |
| Atleta | Evento | Pontuação     | Posição       | Pontuação | Posição |
| ------ | ------ | ------------- | ------------- | --------- | ------- |
|        | Park   |               |               |           |         |
|        | Street |               |               |           |         |

## Pelota basca
Os Estados Unidos classificaram uma equipe de três atletas através do Campeonato Mundial de Pelota Basca de 2022 e do Torneio Pan-Americano de Pelota Basca de 2023.
Masculino
| Atleta | Evento           | Fase preliminar   | Fase preliminar   | Fase preliminar   | Fase preliminar   | Fase preliminar | Semifinal         | Final / MB        | Posição |
| Atleta | Evento           | Partida 1         | Partida 2         | Partida 3         | Partida 4         | Posição         | Semifinal         | Final / MB        | Posição |
| Atleta | Evento           | Adversário Placar | Adversário Placar | Adversário Placar | Adversário Placar | Posição         | Adversário Placar | Adversário Placar | Posição |
| ------ | ---------------- | ----------------- | ----------------- | ----------------- | ----------------- | --------------- | ----------------- | ----------------- | ------- |
|        | Frontênis duplas |                   |                   |                   |                   |                 |                   |                   |         |
|        | Frontball        |                   |                   |                   |                   |                 |                   |                   |         |

## Pentatlo moderno
Os Estados Unidos classificaram cinco pentatletas (dois homens e três mulheres).
| Atleta | Evento                | Esgrima (Espada um toque) | Esgrima (Espada um toque) | Esgrima (Espada um toque) | Esgrima (Espada um toque) | Natação (200 m nado livre) | Natação (200 m nado livre) | Natação (200 m nado livre) | Hipismo (Saltos) | Hipismo (Saltos) | Hipismo (Saltos) | Tiro / Corrida (pistola a laser 10 m / 3000 m cross-country) | Tiro / Corrida (pistola a laser 10 m / 3000 m cross-country) | Tiro / Corrida (pistola a laser 10 m / 3000 m cross-country) | Total  | Total   |
| Atleta | Evento                | V – D                     | Posição                   | Pontos                    | PB                        | Tempo                      | Posição                    | Pontos                     | Penalidades      | Posição          | Pontos           | Tempo                                                        | Posição                                                      | Pontos                                                       | Pontos | Posição |
| ------ | --------------------- | ------------------------- | ------------------------- | ------------------------- | ------------------------- | -------------------------- | -------------------------- | -------------------------- | ---------------- | ---------------- | ---------------- | ------------------------------------------------------------ | ------------------------------------------------------------ | ------------------------------------------------------------ | ------ | ------- |
|        | Masculino             |                           |                           |                           |                           |                            |                            |                            |                  |                  |                  |                                                              |                                                              |                                                              |        |         |
|        |                       |                           |                           |                           |                           |                            |                            |                            |                  |                  |                  |                                                              |                                                              |                                                              |        |         |
|        | Revezamento masculino |                           |                           |                           |                           |                            |                            |                            |                  |                  |                  |                                                              |                                                              |                                                              |        |         |
|        | Feminino              |                           |                           |                           |                           |                            |                            |                            |                  |                  |                  |                                                              |                                                              |                                                              |        |         |
|        |                       |                           |                           |                           |                           |                            |                            |                            |                  |                  |                  |                                                              |                                                              |                                                              |        |         |
|        |                       |                           |                           |                           |                           |                            |                            |                            |                  |                  |                  |                                                              |                                                              |                                                              |        |         |
|        | Revezamento feminino  |                           |                           |                           |                           |                            |                            |                            |                  |                  |                  |                                                              |                                                              |                                                              |        |         |
|        | Revezamento misto     |                           |                           |                           |                           |                            |                            |                            |                  |                  |                  |                                                              |                                                              |                                                              |        |         |

## Polo aquático

### Masculino
O Estados Unidos classificaram automaticamente uma equipe masculina (de 11 atletas).
Sumário
| Equipe                   | Evento    | Fase de grupos       | Fase de grupos       | Fase de grupos       | Fase de grupos | Semifinal            | Final / MB / Po.     | Final / MB / Po. |
| Equipe                   | Evento    | Adversário Resultado | Adversário Resultado | Adversário Resultado | Posição        | Adversário Resultado | Adversário Resultado | Posição          |
| ------------------------ | --------- | -------------------- | -------------------- | -------------------- | -------------- | -------------------- | -------------------- | ---------------- |
| Estados Unidos masculino | Masculino |                      |                      |                      |                |                      |                      |                  |

### Feminino
O Estados Unidos classificaram automaticamente uma equipe feminina (de 11 atletas).
Sumário
| Equipe                  | Evento   | Fase de grupos       | Fase de grupos       | Fase de grupos       | Fase de grupos | Semifinal            | Final / MB / Po.     | Final / MB / Po. |
| Equipe                  | Evento   | Adversário Resultado | Adversário Resultado | Adversário Resultado | Posição        | Adversário Resultado | Adversário Resultado | Posição          |
| ----------------------- | -------- | -------------------- | -------------------- | -------------------- | -------------- | -------------------- | -------------------- | ---------------- |
| Estados Unidos feminino | Feminino |                      |                      |                      |                |                      |                      |                  |

## Raquetebol
Os Estados Unidos classificaram uma equipe de cinco atletas (três homens e duas mulheres).
| Atleta | Evento               | Fase de grupos       | Fase de grupos       | Fase de grupos       | Fase de grupos | Oitavas-de-final     | Quartas-de-final     | Semifinal            | Final                | Final   |
| Atleta | Evento               | Adversário Resultado | Adversário Resultado | Adversário Resultado | Posição        | Adversário Resultado | Adversário Resultado | Adversário Resultado | Adversário Resultado | Posição |
| ------ | -------------------- | -------------------- | -------------------- | -------------------- | -------------- | -------------------- | -------------------- | -------------------- | -------------------- | ------- |
|        | Individual masculino |                      |                      |                      |                |                      |                      |                      |                      |         |
|        |                      |                      |                      |                      |                |                      |                      |                      |                      |         |
|        | Individual feminino  |                      |                      |                      |                |                      |                      |                      |                      |         |
|        |                      |                      |                      |                      |                |                      |                      |                      |                      |         |
|        | Duplas masculinas    |                      |                      |                      |                |                      |                      |                      |                      |         |
|        | Duplas femininas     |                      |                      |                      |                |                      |                      |                      |                      |         |
|        | Duplas mistas        |                      |                      |                      |                |                      |                      |                      |                      |         |
|        | Equipes masculinas   | —                    | —                    | —                    | —              |                      |                      |                      |                      |         |
|        | Equipes femininas    | —                    | —                    | —                    | —              |                      |                      |                      |                      |         |

## Remo
Os Estados Unidos classificaram uma equipe de 21 remadores (dez homens, dez mulheres e um timoneiro).
Masculino
| Atleta | Evento                | Eliminatória | Eliminatória | Repescagem | Repescagem | Semifinal | Semifinal | Final A/B | Final A/B |
| Atleta | Evento                | Tempo        | Posição      | Tempo      | Posição    | Tempo     | Posição   | Tempo     | Posição   |
| ------ | --------------------- | ------------ | ------------ | ---------- | ---------- | --------- | --------- | --------- | --------- |
|        | Skiff simples         |              |              |            |            |           |           |           |           |
|        | Skiff duplo           |              |              |            |            | —         | —         |           |           |
|        | Skiff quádruplo       |              |              | —          | —          | —         | —         |           |           |
|        | Dois sem              |              |              | —          | —          | —         | —         |           |           |
|        | Quatro sem            |              |              | —          | —          | —         | —         |           |           |
|        | Skiff duplo peso leve |              |              |            |            | —         | —         |           |           |

Feminino
| Atleta | Evento                | Eliminatória | Eliminatória | Repescagem | Repescagem | Semifinal | Semifinal | Final A/B | Final A/B |
| Atleta | Evento                | Tempo        | Posição      | Tempo      | Posição    | Tempo     | Posição   | Tempo     | Posição   |
| ------ | --------------------- | ------------ | ------------ | ---------- | ---------- | --------- | --------- | --------- | --------- |
|        | Skiff simples         |              |              |            |            |           |           |           |           |
|        | Skiff duplo           |              |              |            |            | —         | —         |           |           |
|        | Skiff quádruplo       |              |              | —          | —          | —         | —         |           |           |
|        | Dois sem              |              |              | —          | —          | —         | —         |           |           |
|        | Quatro sem            |              |              | —          | —          | —         | —         |           |           |
|        | Skiff duplo peso leve |              |              |            |            | —         | —         |           |           |

Misto
| Atleta | Evento   | Final | Final   |
| Atleta | Evento   | Tempo | Posição |
| ------ | -------- | ----- | ------- |
|        | Oito com |       |         |

## Rugby sevens

### Masculino
A equipe masculina dos Estados Unidos está classificada automaticamente para os Jogos Pan-Americanos.
Sumário
| Equipe                   | Evento    | Fase de grupos       | Fase de grupos       | Fase de grupos       | Fase de grupos | Semifinal            | Final / MB / Po.     | Final / MB / Po. |
| Equipe                   | Evento    | Adversário Resultado | Adversário Resultado | Adversário Resultado | Posição        | Adversário Resultado | Adversário Resultado | Posição          |
| ------------------------ | --------- | -------------------- | -------------------- | -------------------- | -------------- | -------------------- | -------------------- | ---------------- |
| Estados Unidos masculino | Masculino |                      |                      |                      |                |                      |                      |                  |

### Feminino
A equipe feminina dos Estados Unidos está classificada automaticamente para os Jogos Pan-Americanos.
Sumário
| Equipe                  | Evento   | Fase de grupos       | Fase de grupos       | Fase de grupos       | Fase de grupos | Semifinal            | Final / MB / Po.     | Final / MB / Po. |
| Equipe                  | Evento   | Adversário Resultado | Adversário Resultado | Adversário Resultado | Posição        | Adversário Resultado | Adversário Resultado | Posição          |
| ----------------------- | -------- | -------------------- | -------------------- | -------------------- | -------------- | -------------------- | -------------------- | ---------------- |
| Estados Unidos feminino | Feminino |                      |                      |                      |                |                      |                      |                  |

## Saltos ornamentais
Os Estados Unidos classificaram 10 saltadores (4 homens e 6 mulheres) através do Campeonato Mundial de Esportes Aquáticos de 2022 e um atleta extra masculino através dos Jogos Pan-Americanos Júnior de 2021.
Masculino
| Atleta | Evento                          | Preliminar | Preliminar | Final  | Final   |
| Atleta | Evento                          | Pontos     | Posição    | Pontos | Posição |
| ------ | ------------------------------- | ---------- | ---------- | ------ | ------- |
|        | Trampolim de 1 m                |            |            |        |         |
|        |                                 |            |            |        |         |
|        | Trampolim de 3 m                |            |            |        |         |
|        |                                 |            |            |        |         |
|        |                                 |            |            |        |         |
|        | Plataforma de 10 m              |            |            |        |         |
|        |                                 |            |            |        |         |
|        | Trampolim de 3 m sincronizado   | —          | —          |        |         |
|        | Plataforma de 10 m sincronizado | —          | —          |        |         |

Feminino
| Atleta | Evento                          | Preliminar | Preliminar | Final  | Final   |
| Atleta | Evento                          | Pontos     | Posição    | Pontos | Posição |
| ------ | ------------------------------- | ---------- | ---------- | ------ | ------- |
|        | Trampolim de 1 m                |            |            |        |         |
|        |                                 |            |            |        |         |
|        | Trampolim de 3 m                |            |            |        |         |
|        |                                 |            |            |        |         |
|        | Plataforma de 10 m              |            |            |        |         |
|        |                                 |            |            |        |         |
|        | Trampolim de 3 m sincronizado   | —          | —          |        |         |
|        | Plataforma de 10 m sincronizado | —          | —          |        |         |

## Softbol
Os Estados Unidos classificaram uma equipe feminina (de 18 atletas) após vencerem os Jogos Pan-Americanos Júnior de 2021.
Sumário
| Equipe                  | Evento   | Fase de grupos       | Fase de grupos       | Fase de grupos       | Fase de grupos | Semifinal            | Final / MB / Po.     | Final / MB / Po. |
| Equipe                  | Evento   | Adversário Resultado | Adversário Resultado | Adversário Resultado | Posição        | Adversário Resultado | Adversário Resultado | Posição          |
| ----------------------- | -------- | -------------------- | -------------------- | -------------------- | -------------- | -------------------- | -------------------- | ---------------- |
| Estados Unidos feminino | Feminino |                      |                      |                      |                |                      |                      |                  |

## Squash
Os Estados Unidos classificaram uma equipe completa de sete atletas (três homens e quatro mulheres) através do Campeonato Pan-Americano de Squash de 2023 e dos Jogos Pan-Americanos Júnior de 2021.
| Atleta           | Evento               | Fase de grupos       | Fase de grupos       | Fase de grupos | 16-avos-de-final     | Oitavas-de-final     | Quartas-de-final     | Semifinal / Cl.      | Final / MB / Po.     | Final / MB / Po. |
| Atleta           | Evento               | Adversário Resultado | Adversário Resultado | Posição        | Adversário Resultado | Adversário Resultado | Adversário Resultado | Adversário Resultado | Adversário Resultado | Posição          |
| ---------------- | -------------------- | -------------------- | -------------------- | -------------- | -------------------- | -------------------- | -------------------- | -------------------- | -------------------- | ---------------- |
|                  | Individual masculino | —                    | —                    | —              |                      |                      |                      |                      |                      |                  |
|                  | Individual masculino | —                    | —                    | —              |                      |                      |                      |                      |                      |                  |
| Marina Stefanoni | Individual feminino  | —                    | —                    | —              |                      |                      |                      |                      |                      |                  |
|                  | Individual feminino  | —                    | —                    | —              |                      |                      |                      |                      |                      |                  |
|                  | Individual feminino  |                      |                      |                |                      |                      |                      |                      |                      |                  |
|                  | Duplas masculinas    | —                    | —                    | —              | —                    |                      |                      |                      |                      |                  |
|                  | Duplas femininas     | —                    | —                    | —              | —                    |                      |                      |                      |                      |                  |
|                  | Duplas mistas        | —                    | —                    | —              | —                    |                      |                      |                      |                      |                  |
|                  | Equipes masculinas   |                      |                      |                | —                    |                      |                      |                      |                      |                  |
|                  | Equipes femininas    |                      |                      |                | —                    |                      |                      |                      |                      |                  |

## Surfe
Os Estados Unidos qualificaram quatro surfistas (dois homens e duas mulheres).
Artístico
| Atleta | Evento             | Rodada 1             | Rodada 2             | Rodada 3             | Rodada 4             | Repescagem 1         | Repescagem 2         | Repescagem 3         | Repescagem 4         | Repescagem 5         | Final / MB           | Final / MB |
| Atleta | Evento             | Adversário Resultado | Adversário Resultado | Adversário Resultado | Adversário Resultado | Adversário Resultado | Adversário Resultado | Adversário Resultado | Adversário Resultado | Adversário Resultado | Adversário Resultado | Posição    |
| ------ | ------------------ | -------------------- | -------------------- | -------------------- | -------------------- | -------------------- | -------------------- | -------------------- | -------------------- | -------------------- | -------------------- | ---------- |
|        | Stand up masculino |                      |                      |                      |                      |                      |                      |                      |                      |                      |                      |            |
|        | Stand up feminino  |                      |                      |                      |                      |                      |                      |                      |                      |                      |                      |            |

Corrida
| Atleta | Evento                     | Tempo | Posição |
| ------ | -------------------------- | ----- | ------- |
|        | Stand up corrida masculino |       |         |
|        | Stand up corrida feminino  |       |         |

## Taekwondo
Os Estados Unidos classificaram três atletas para eventos do Kyorugi, em virtude de seus títulos nos Jogos Pan-Americanos Júnior de 2021.
Kyorugi
Masculino
| Atleta           | Evento | Oitavas-de-final     | Quartas-de-final     | Semifinais           | Repescagem           | Final / MB           | Final / MB |
| Atleta           | Evento | Adversário Resultado | Adversário Resultado | Adversário Resultado | Adversário Resultado | Adversário Resultado | Posição    |
| ---------------- | ------ | -------------------- | -------------------- | -------------------- | -------------------- | -------------------- | ---------- |
|                  | –58 kg |                      |                      |                      |                      |                      |            |
|                  | –68 kg |                      |                      |                      |                      |                      |            |
| Carl Nickolas Jr | –80 kg |                      |                      |                      |                      |                      |            |
|                  | –80 kg |                      |                      |                      |                      |                      |            |
| Dallas Parker    | +80 kg |                      |                      |                      |                      |                      |            |
|                  | +80 kg |                      |                      |                      |                      |                      |            |

Feminino
| Atleta      | Evento | Oitavas-de-final     | Quartas-de-final     | Semifinais           | Repescagem           | Final / MB           | Final / MB |
| Atleta      | Evento | Adversário Resultado | Adversário Resultado | Adversário Resultado | Adversário Resultado | Adversário Resultado | Posição    |
| ----------- | ------ | -------------------- | -------------------- | -------------------- | -------------------- | -------------------- | ---------- |
|             | -49 kg |                      |                      |                      |                      |                      |            |
|             | -57 kg |                      |                      |                      |                      |                      |            |
|             | -67 kg |                      |                      |                      |                      |                      |            |
| Alena Viana | +67 kg |                      |                      |                      |                      |                      |            |
|             | +67 kg |                      |                      |                      |                      |                      |            |

Poomsae
| Atleta | Evento                | Resultado | Posição |
| ------ | --------------------- | --------- | ------- |
|        | Poomsae masculino     |           |         |
|        | Poomsae feminino      |           |         |
|        | Poomsae duplas mistas |           |         |

## Tênis de mesa
Os Estados Unidos classificaram uma equipe completa de seis atletas (três homens e três mulheres) através do Campeonato Pan-Americano da ITTF de 2022.
Masculino
| Atleta | Evento     | Fase de grupos       | Fase de grupos       | Fase de grupos       | Fase de grupos | Primeira rodada      | Segunda rodada       | Quartas-de-final     | Semifinal            | Final / MB           | Final / MB |
| Atleta | Evento     | Adversário Resultado | Adversário Resultado | Adversário Resultado | Posição        | Adversário Resultado | Adversário Resultado | Adversário Resultado | Adversário Resultado | Adversário Resultado | Posição    |
| ------ | ---------- | -------------------- | -------------------- | -------------------- | -------------- | -------------------- | -------------------- | -------------------- | -------------------- | -------------------- | ---------- |
|        | Individual | —                    | —                    | —                    | —              |                      |                      |                      |                      |                      |            |
|        | Individual | —                    |                      |                      |                |                      |                      |                      |                      |                      |            |
|        | Dupla      | —                    | —                    | —                    | —              | —                    | —                    |                      |                      |                      |            |
|        | Equipe     | —                    |                      |                      |                | —                    | —                    |                      |                      |                      |            |

Feminino
| Atleta | Evento     | Fase de grupos       | Fase de grupos       | Fase de grupos       | Fase de grupos | Primeira rodada      | Segunda rodada       | Quartas-de-final     | Semifinal            | Final / MB           | Final / MB |
| Atleta | Evento     | Adversário Resultado | Adversário Resultado | Adversário Resultado | Posição        | Adversário Resultado | Adversário Resultado | Adversário Resultado | Adversário Resultado | Adversário Resultado | Posição    |
| ------ | ---------- | -------------------- | -------------------- | -------------------- | -------------- | -------------------- | -------------------- | -------------------- | -------------------- | -------------------- | ---------- |
|        | Individual | —                    | —                    | —                    | —              |                      |                      |                      |                      |                      |            |
|        | Individual | —                    |                      |                      |                |                      |                      |                      |                      |                      |            |
|        | Dupla      | —                    | —                    | —                    | —              | —                    | —                    |                      |                      |                      |            |
|        | Equipe     | —                    |                      |                      |                | —                    | —                    |                      |                      |                      |            |

Misto
| Atleta | Evento | Primeira rodada      | Quartas-de-final     | Semifinal            | Final / MB           | Final / MB |
| Atleta | Evento | Adversário Resultado | Adversário Resultado | Adversário Resultado | Adversário Resultado | Posição    |
| ------ | ------ | -------------------- | -------------------- | -------------------- | -------------------- | ---------- |
|        | Dupla  |                      |                      |                      |                      |            |

## Tiro com arco
Os Estados Unidos classificaram um arqueiro após evencer o respectivo evento nos Jogos Pan-Americanos Júnior de 2021. Os Estados Unidos também classificaram 10 arqueiros durante o Campeonato Pan-Americano de 2022.
Masculino
| Atleta         | Evento              | Fase de ranqueamento | Fase de ranqueamento | 16-avos-de-final     | Oitavas-de-final     | Quartas-de-final     | Semifinais           | Final / MB           | Rank |
| Atleta         | Evento              | Pontuação            | Chaveamento          | Adversário Pontuação | Adversário Pontuação | Adversário Pontuação | Adversário Pontuação | Adversário Pontuação | Rank |
| -------------- | ------------------- | -------------------- | -------------------- | -------------------- | -------------------- | -------------------- | -------------------- | -------------------- | ---- |
| Trenton Cowles | Recurvo individual  |                      |                      |                      |                      |                      |                      |                      |      |
|                | Recurvo individual  |                      |                      |                      |                      |                      |                      |                      |      |
|                | Recurvo individual  |                      |                      |                      |                      |                      |                      |                      |      |
|                | Recurvo individual  |                      |                      |                      |                      |                      |                      |                      |      |
|                | Composto individual |                      |                      |                      |                      |                      |                      |                      |      |
|                |                     |                      |                      |                      |                      |                      |                      |                      |      |
|                | Recurvo equipes     |                      |                      | —                    | —                    |                      |                      |                      |      |
|                | Composto equipes    |                      |                      | —                    | —                    |                      |                      |                      |      |

Feminino
| Atleta | Evento              | Fase de ranqueamento | Fase de ranqueamento | 16-avos-de-final     | Oitavas-de-final     | Quartas-de-final     | Semifinais           | Final / MB           | Rank |
| Atleta | Evento              | Pontuação            | Chaveamento          | Adversário Pontuação | Adversário Pontuação | Adversário Pontuação | Adversário Pontuação | Adversário Pontuação | Rank |
| ------ | ------------------- | -------------------- | -------------------- | -------------------- | -------------------- | -------------------- | -------------------- | -------------------- | ---- |
|        | Recurvo individual  |                      |                      |                      |                      |                      |                      |                      |      |
|        |                     |                      |                      |                      |                      |                      |                      |                      |      |
|        |                     |                      |                      |                      |                      |                      |                      |                      |      |
|        | Composto individual |                      |                      |                      |                      |                      |                      |                      |      |
|        |                     |                      |                      |                      |                      |                      |                      |                      |      |
|        | Recurvo equipes     |                      |                      | —                    | —                    |                      |                      |                      |      |
|        | Composto equipes    |                      |                      | —                    | —                    |                      |                      |                      |      |

Misto
| Atleta | Evento           | Fase de ranqueamento | Fase de ranqueamento | 16-avos-de-final     | Oitavas-de-final     | Quartas-de-final     | Semifinais           | Final / MB           | Rank |
| Atleta | Evento           | Pontuação            | Chaveamento          | Adversário Pontuação | Adversário Pontuação | Adversário Pontuação | Adversário Pontuação | Adversário Pontuação | Rank |
| ------ | ---------------- | -------------------- | -------------------- | -------------------- | -------------------- | -------------------- | -------------------- | -------------------- | ---- |
|        | Recurvo equipes  |                      |                      | —                    | —                    |                      |                      |                      |      |
|        | Composto equipes |                      |                      | —                    | —                    |                      |                      |                      |      |

## Tiro esportivo
Os Estados Unidos classificaram um total de 24 atiradores esportivos no Campeonato das Américas de Tiro de 2022. Os Estados Unidos também classificaram três atiradores após vencerem os eventos dos Jogos Pan-Americanos Júnior de 2021.
Masculino
Pistola e carabina
| Atleta       | Evento                      | Classificação | Classificação | Final  | Final   |
| Atleta       | Evento                      | Pontos        | Posição       | Pontos | Posição |
| ------------ | --------------------------- | ------------- | ------------- | ------ | ------- |
|              | Pistola de ar 10 m          |               |               |        |         |
|              |                             |               |               |        |         |
|              | Tiro rápido 25 m            |               |               |        |         |
|              |                             |               |               |        |         |
| Rylan Kissel | Carabina de ar 10 m         |               |               |        |         |
|              |                             |               |               |        |         |
|              |                             |               |               |        |         |
|              | Carabina três posições 50 m |               |               |        |         |
|              |                             |               |               |        |         |

Masculino
Espingarda
| Atleta | Evento         | Classificação | Classificação | Semifinal | Semifinal | Final / MB           | Final / MB |
| Atleta | Evento         | Pontos        | Posição       | Pontos    | Posição   | Adversário Resultado | Posição    |
| ------ | -------------- | ------------- | ------------- | --------- | --------- | -------------------- | ---------- |
|        | Fossa olímpica |               |               |           |           |                      |            |
|        |                |               |               |           |           |                      |            |
|        | Skeet          |               |               |           |           |                      |            |
|        |                |               |               |           |           |                      |            |

Feminino
Pistola e carabina
| Atleta         | Evento                      | Classificação | Classificação | Final  | Final   |
| Atleta         | Evento                      | Pontos        | Posição       | Pontos | Posição |
| -------------- | --------------------------- | ------------- | ------------- | ------ | ------- |
| Suman Sanghera | Pistola de ar 10 m          |               |               |        |         |
|                | Pistola de ar 10 m          |               |               |        |         |
|                | Pistola de ar 10 m          |               |               |        |         |
|                | Pistola 25 m                |               |               |        |         |
|                |                             |               |               |        |         |
| Mary Tucker    | Carabina de ar 10 m         |               |               |        |         |
|                | Carabina de ar 10 m         |               |               |        |         |
|                | Carabina de ar 10 m         |               |               |        |         |
|                | Carabina três posições 50 m |               |               |        |         |
|                |                             |               |               |        |         |

Feminino
Espingarda
| Atleta | Evento         | Classificação | Classificação | Semifinal | Semifinal | Final / MB           | Final / MB |
| Atleta | Evento         | Pontos        | Posição       | Pontos    | Posição   | Adversário Resultado | Posição    |
| ------ | -------------- | ------------- | ------------- | --------- | --------- | -------------------- | ---------- |
|        | Fossa olímpica |               |               |           |           |                      |            |
|        |                |               |               |           |           |                      |            |
|        | Skeet          |               |               |           |           |                      |            |
|        |                |               |               |           |           |                      |            |

## Vela
Os Estados Unidos classificaram 13 barcos, para um total de 19 velejadores.
Masculino
| Atleta | Evento  | Regata | Regata | Regata | Regata | Regata | Regata | Regata | Regata | Regata | Regata | Regata | Regata | Regata | Total  | Total   |
| Atleta | Evento  | 1      | 2      | 3      | 4      | 5      | 6      | 7      | 8      | 9      | 10     | 11     | 12     | M      | Pontos | Posição |
| ------ | ------- | ------ | ------ | ------ | ------ | ------ | ------ | ------ | ------ | ------ | ------ | ------ | ------ | ------ | ------ | ------- |
|        | IQFoil  |        |        |        |        |        |        |        |        |        |        |        |        |        |        |         |
|        | Laser   |        |        |        |        |        |        |        |        |        |        | —      | —      |        |        |         |
|        | Sunfish |        |        |        |        |        |        |        |        |        |        | —      | —      |        |        |         |
|        | 49er    |        |        |        |        |        |        |        |        |        |        |        |        |        |        |         |
|        | Kites   |        |        |        |        |        |        |        |        |        |        | —      | —      |        |        |         |

Feminino
| Atleta | Evento       | Regata | Regata | Regata | Regata | Regata | Regata | Regata | Regata | Regata | Regata | Regata | Regata | Regata | Total  | Total   |
| Atleta | Evento       | 1      | 2      | 3      | 4      | 5      | 6      | 7      | 8      | 9      | 10     | 11     | 12     | M      | Pontos | Posição |
| ------ | ------------ | ------ | ------ | ------ | ------ | ------ | ------ | ------ | ------ | ------ | ------ | ------ | ------ | ------ | ------ | ------- |
|        | IQFoil       |        |        |        |        |        |        |        |        |        |        |        |        |        |        |         |
|        | Laser radial |        |        |        |        |        |        |        |        |        |        | —      | —      |        |        |         |
|        | Sunfish      |        |        |        |        |        |        |        |        |        |        | —      | —      |        |        |         |
|        | 49erFX       |        |        |        |        |        |        |        |        |        |        |        |        |        |        |         |
|        | Kites        |        |        |        |        |        |        |        |        |        |        | —      | —      |        |        |         |

Misto
| Atleta | Evento    | Regata | Regata | Regata | Regata | Regata | Regata | Regata | Regata | Regata | Regata | Regata | Regata | Regata | Total  | Total   |
| Atleta | Evento    | 1      | 2      | 3      | 4      | 5      | 6      | 7      | 8      | 9      | 10     | 11     | 12     | M      | Pontos | Posição |
| ------ | --------- | ------ | ------ | ------ | ------ | ------ | ------ | ------ | ------ | ------ | ------ | ------ | ------ | ------ | ------ | ------- |
|        | Snipe     |        |        |        |        |        |        |        |        |        |        | —      | —      |        |        |         |
|        | Lightning |        |        |        |        |        |        |        |        |        |        | —      | —      |        |        |         |
|        | Nacra 17  |        |        |        |        |        |        |        |        |        |        |        |        |        |        |         |

## Voleibol
Quadra

### Feminino
Os Estados Unidos classificaram uma equipe feminina (de 12 atletas) após terminarem em terceiro na Copa Pan-Americana de Voleibol Feminino de 2022.
Sumário
| Equipe                  | Evento   | Fase de grupos       | Fase de grupos       | Fase de grupos       | Fase de grupos | Semifinal            | Final / MB / Po.     | Final / MB / Po. |
| Equipe                  | Evento   | Adversário Resultado | Adversário Resultado | Adversário Resultado | Posição        | Adversário Resultado | Adversário Resultado | Posição          |
| ----------------------- | -------- | -------------------- | -------------------- | -------------------- | -------------- | -------------------- | -------------------- | ---------------- |
| Estados Unidos feminino | Feminino |                      |                      |                      |                |                      |                      |                  |